# Laufbach (Sasbach)
Der Laufbach ist ein Gewässer im baden-württembergischen Landkreis Rastatt und im Ortenaukreis. Nach einem erst westlichen bis nordwestlichen Lauf im Nordschwarzwald und einem dann nördlichen in der Oberrheinischen Tiefebene mündet er 23 Kilometer unterhalb seiner Quelle bei Rheinmünster von links in den Sulzbach (den Unterlauf des Sasbachs). Dieser läuft, zuletzt als Mühlbach,  über den Acher-Unterlauf Rheinseitengraben lange parallel zum Rhein und mündet dann bei Wintersdorf in ihn.

## Geographie
Das Quellgebiet des Laufbachs liegt in der Nähe der Schwarzwaldhochstraße (B500) bei Unterstmatt am Muhrkopf und am Hochkopf auf einer Höhe von ca. 918 m ü. NN. Hier entspringt er unter dem Namen Erzgrubenbächle, heißt dann noch ein weiteres kurzes Stück Stollenbächle, um dann schon 2 km nach seinem Ursprung am Zulauf des linken Dreibrunnenbächles und vor der ersten Ansiedlung Glashütte an seinem Ufer seinen endgültigen Namen anzunehmen.
Der Laufbach fließt westnordwestlich durch den Zinken Glashütte, wo er auf einer Höhe von rund 510 m ü. NN einen kleinen Stausee, die Laufbachsperre, durchquert. Die 6,4 Meter hohe Talsperre wurde 1923 erbaut; der See dient der Energiegewinnung und dem Hochwasserschutz. Das zugehörige Kraftwerk liegt rund 2,4 Kilometer talwärts auf einer Höhe von etwa 300 m ü. NN.
Später durchquert er am unteren Schwarzwaldabhang den Ort Lauf (Baden), dessen Namen auf den Laufbach zurückgeht. In Lauf mündet auch das Lautenbächel in den Laufbach, ein erster mit 3,5 km längerer Zufluss aus dem Südosten. Nachdem er Lauf verlassen hat, verläuft der Bach nach Nordwesten und fließt an Ottersweier vorbei, wo der Röderbach in ihn mündet und kurz darauf unterquert der Laufbach den Sasbach-Flutkanal.
Ein gut zwei Kilometer langer Abschnitt bei Breithurst wurde 1988 als einziges naturnahes Fließgewässer im weiten Umkreis eingestuft und ist seit 1989 Teil des Naturschutzgebietes Waldhägenich. Nach Angaben von 2011 ist der Laufbach auch in diesem Bereich begradigt; die Querprofile und Strömungsverhältnisse sind relativ gleichförmig. Allerdings sind die Uferstrukturen naturnah. Andere Teile des Laufbachs sind weitgehend begradigt; er fließt nun im Wesentlichen nördlich und mündet schließlich östlich von Rheinmünster-Stollhofen in den Sulzbach genannten Kanal, den der folgende Abschnitt beschreibt.

## Korrektion
Im Lauf der Acher-Rench-Korrektion baute man für den Laufbach und seinen Zufluss Röderbach den Laufbach-Röderbach-Flutkanal. Er zweigt südlich von Otterbach vom Laufbach ab und vereinigt sich mit dem Sasbach-Flutkanal zum Sasbach-Laufbach-Röderbach-Flutkanal. Dieser Flutkanal endet im Natur- und Landschaftsschutzgebiet Waldhägenich im Hochwasserrückhaltebecken Hägenich. Das Rückhaltebecken entwässert in den Sulzbach. Dem Sulzbach fließt von rechts das Kleine Sulzbächle zu; später nimmt er auch den Unterlauf des Laufbachs von links auf.

### LUBW
Amtliche Online-Gewässerkarte mit passendem Ausschnitt und den hier benutzten Layern: Lauf und Einzugsgebiet des Laufbachs

Allgemeiner Einstieg ohne Voreinstellungen und Layer: Daten- und Kartendienst der Landesanstalt für Umwelt Baden-Württemberg (LUBW) (Hinweise)
1. 1 2 3 4  
Höhe nach dem Höhenlinienbild auf dem Hintergrundlayer Topographische Karte.
2. ↑  
Länge nach dem Layer Gewässernetz (AWGN).
3. ↑  
Summe aus Länge und Basisstationierung Vorfluter nach dem Layer Gewässernetz (AWGN).
4. ↑  Steckbrief TSP Laufbach bei der LUBW (abgerufen am 6. September 2019).
5. ↑  Offenland-Biotopkartierung Baden-Württemberg, Laufbach westlich Hägenichwald, Nr. 173142160035. (Abgerufen am 6. September 2019).
6. ↑  Mündungsverhältnisse und Namen nach dem Layer Gewässernamen des Online-Kartenservers der LUBW.

### Andere Belege
1. ↑  Heinz Fischer: Geographische Landesaufnahme: Die naturräumlichen Einheiten auf Blatt 169 Rastatt. Bundesanstalt für Landeskunde, Bad Godesberg 1967. → Online-Karte (PDF; 4,4 MB)
2. ↑  Bezirksstelle für Naturschutz und Landschaftspflege Karlsruhe: Würdigung des geplanten Natur- und Landschaftsschutzgebietes “Waldhägenich”. Karlsruhe 1988.
3. ↑  Riegelsberger, Acher-Rench-Korrektion, S. 150; W. Schweinfurth, H. Klüver: Bühl. Naturraum und Siedlung. In: Landesarchivdirektion Baden-Württemberg (Hrsg.): Der Landkreis Rastatt. Thorbecke, Stuttgart 2002, ISBN 3-7995-1364-7, S. 381–400, hier S. 389.